# Südafrikanische Cricket-Nationalmannschaft in Indien in der Saison 1999/2000
Die Tour der südafrikanischen Cricket-Nationalmannschaft nach Sri Lanka in der Saison 1999/2000 fand vom 24. Februar bis zum 19. März 2000 statt. Die internationale Cricket-Tour war Bestandteil der internationalen Cricket-Saison 1999/2000 und umfasste zwei Tests und fünf ODIs. Südafrika gewann die Test-Serie 2–0, während Indien die ODI-Serie 3–2 für sich entscheiden konnte.

## Vorgeschichte
Indien bestritt zuvor eine Tour in Australien, Südafrika nahm zuvor an einem Turnier in Südafrika teil.
Vor dem ersten Test verkündete der indische Mannschaftskapitän Sachin Tendulkar, dass er sein Amt nach den Tests abgeben würde.
Seine Nachfolge als ODI-Kapitän wurde von Saurav Ganguly übernommen.

## Stadien
Die folgenden Stadien wurden für die Tour als Austragungsort vorgesehen.
| Stadion                              | Stadt      | Kapazität | Spiele  |
| ------------------------------------ | ---------- | --------- | ------- |
| M. Chinnaswamy Stadium               | Bangalore  | 42.000    | 2. Test |
| Nahar Singh Stadium                  | Faridabad  | 25.000    | 3. ODI  |
| Keenan Stadium                       | Jamshedpur | 19.000    | 2. ODI  |
| Jawaharlal Nehru Stadium             | Kochi      | 75.000    | 1. ODI  |
| Brabourne Stadium                    | Mumbai     | 25.000    | 1. Test |
| Vidarbha Cricket Association Stadium | Nagpur     | 45.000    | 5. ODI  |
| IPCL Sports Complex Ground           | Vadodara   | 20.000    | 4. ODI  |

## Kaderlisten
Südafrika benannte seinen Test-Kader am 7. Februar und seinen ODI-Kader am 14. Februar 2000.
Indien benannte seinen Test-Kader am 20. Februar 2000.
| Test | Test | ODI | ODI |
| Indien | Südafrika | Indien | Südafrika |
| --- | --- | --- | --- |
| - Sachin Tendulkar (K) - Ajit Agarkar - Mohammad Azharuddin - Nikhil Chopra - Rahul Dravid - Sourav Ganguly - Ajay Jadeja - Wasim Jaffer - Mohammad Kaif - Murli Kartik - Anil Kumble - VVS Laxman - Nayan Mongia (wk) - Javagal Srinath | - Hansie Cronje (K) - Nicky Boje - Mark Boucher (wk) - Daryll Cullinan - Allan Donald - Clive Eksteen - Herschelle Gibbs - Nantie Hayward - Jacques Kallis - Gary Kirsten - Lance Klusener - Shaun Pollock - Pieter Strydom | - Sourav Ganguly (K) - Ajit Agarkar - Mohammad Azharuddin - Nikhil Chopra - Sameer Dighe (wk) - Rahul Dravid - Ajay Jadeja - Sunil Joshi - Saba Karim (wk) - Thirunavukkarasu Kumaran - Anil Kumble - Venkatesh Prasad - Robin Singh - Sirdharan Sriram - Javagal Srinath - Sachin Tendulkar | - Hansie Cronje (K) - Dale Benkenstein - Nicky Boje - Mark Boucher (wk) - Derek Crookes - Steve Elworthy - Herschelle Gibbs - Nantie Hayward - Jacques Kallis - Gary Kirsten - Lance Klusener - Neil McKenzie - Shaun Pollock - Pieter Strydom - Henry Williams |

## Tour Matches
| 19. – 21. Februar Scorecard | Mumbai (BS) | South Africans 293-6d (91) & 207-5d (63) | – | Indian Board President’s XI 172 (53.2) & 181-8 (65) |
|                             |             | Remis                                    |   |                                                     |

## Tests

### Erster Test in Mumbai
| 24. – 26. Februar Scorecard | Mumbai (WS) | Indien 225 (79.2) & 113 (50.2)  | – | Südafrika 176 (64) & 164-6 (63) |
|                             |             | Südafrika gewinnt mit 4 Wickets |   |                                 |

Indien gewann den Münzwurf und entschied sich als Schlagmannschaft zu beginnen. Als Spieler des Spiels wurde Sachin Tendulkar ausgezeichnet.

### Zweiter Test in Bangalore
| 2. – 6. März Scorecard | Bangalore | Indien 158 (82.3) & 250 (101)                   | – | Südafrika 479 (191.4) |
|                        |           | Südafrika gewinnt mit einem Innings und 71 Runs |   |                       |

Indien gewann den Münzwurf und entschied sich als Schlagmannschaft zu beginnen. Als Spieler des Spiels wurde Nicky Boje ausgezeichnet.
Sachin Tendulkar erzielte in diesem Test seinen 6000. Run und war damit der jüngste Spieler der diese Marke erreichte.

## One-Day Internationals

### Erstes ODI in Kochi
| 9. März Scorecard | Kochi | Südafrika 301-3 (50)         | – | Indien 302-7 (50) |
|                   |       | Indien gewinnt mit 3 Wickets |   |                   |

Südafrika gewann den Münzwurf und entschied sich als Schlagmannschaft zu beginnen. Als Spieler des Spiels wurde Ajay Jadeja ausgezeichnet.

### Zweites ODI in Jamshedpur
| 12. März Scorecard | Jamshedpur | Südafrika 199 (47.2)         | – | Indien 203-4 (47.1) |
|                    |            | Indien gewinnt mit 6 Wickets |   |                     |

Südafrika gewann den Münzwurf und entschied sich als Schlagmannschaft zu beginnen. Als Spieler des Spiels wurde Sourav Ganguly ausgezeichnet.

### Drittes ODI in Faridabad
| 15. März Scorecard | Faridabad | Indien 248-8 (50)               | – | Südafrika 251-8 (48/49) |
|                    |           | Südafrika gewinnt mit 2 Wickets |   |                         |

Südafrika gewann den Münzwurf und entschied sich als Feldmannschaft zu beginnen. Als Spieler des Spiels wurde Hansie Cronje ausgezeichnet.

### Viertes ODI in Vadodara
| 17. März Scorecard | Vadodara | Südafrika 282-5 (50)         | – | Indien 283-6 (49.5) |
|                    |          | Indien gewinnt mit 4 Wickets |   |                     |

Südafrika gewann den Münzwurf und entschied sich als Schlagmannschaft zu beginnen. Als Spieler des Spiels wurde Sachin Tendulkar ausgezeichnet.

### Fünftes ODI in Nagpur
| 19. März Scorecard | Nagpur | Südafrika 320-7 (50)          | – | Indien 310 (48.5) |
|                    |        | Südafrika gewinnt mit 10 Runs |   |                   |

Indien gewann den Münzwurf und entschied sich als Feldmannschaft zu beginnen. Als Spieler des Spiels wurde Lance Klusener ausgezeichnet.
Das fünfte ODI spielte eine zentrale Rolle im Wettbetrugsskandal um den südafrikanischen Kapitän Hansie Cronje. Dieser hat gegen Geld die Spieler Herschelle Gibbs und Henry Williams dazu angehalten schlechte Leistungen zu bringen, damit Südafrika das Spiel verliert. Am 7. April 2000 veröffentlichte die Polizei in Delhi die Vorwürfe, die Cronje zunächst bestritt. Zwei Tage später änderte Cronje die Aussage und wurde vom südafrikanischen Verband umgehend entlassen. In weiteren Untersuchungen wurden frühere Fälle bekannt, in denen Cronje gegen Geld Gefälligkeiten versprochen habe, unter anderem gestanden mehrerer seiner Mitspieler vor dem zweiten Test in Bangalore Geldangebote für schlechte Leistungen durch Cronje erhalten zu haben. Nach mehrtägigen Verhören gestand Cronje im Juni 2000 vollständig. Gibbs und Williams erhielten eine Spielsperre von sechs Monaten, Cronje wurde im Oktober des Jahres vom südafrikanischen Verband lebenslang gesperrt.